# Zhangqiu
Zhangqiu (chinesisch 章丘区, Pinyin Zhāngqiū Qū) ist ein Stadtbezirk in der chinesischen Provinz Shandong. Er gehört zum Verwaltungsgebiet der Unterprovinzstadt Jinan. Die Fläche beträgt 1.721 km² und die Einwohnerzahl 1.064.210 (Stand: Zensus 2010).
Die denkmalgeschützten archäologischen Stätten von Xihe, Xiaojingshan, Chengziya und Dongpingling befinden sich auf ihrem Gebiet.